# Revolta do Dia de Santa Escolástica

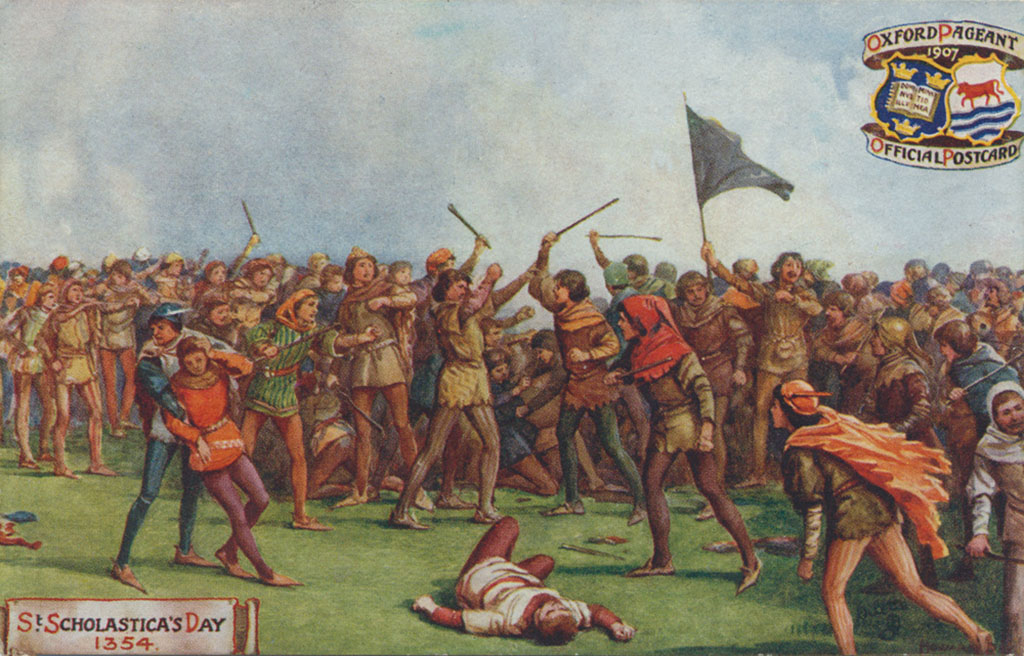
Revolta do Dia de Santa Escolástica, como retratado em um cartão postal de 1907

A Revolta do Dia de Santa Escolástica ocorreu em Oxford, Inglaterra, em 10 de fevereiro de 1355, Dia de Santa Escolástica. A perturbação começou quando dois estudantes da Universidade de Oxford se queixaram da qualidade do vinho que lhes era servido na Taberna Swindlestock, que ficava em Carfax, no centro da cidade. Os alunos brigaram com o taverner; A discussão rapidamente escalou para golpes. Os clientes da pousada se juntaram em ambos os lados, e a confusão resultante se transformou em um tumulto. A violência iniciada pela briga de bar continuou durante três dias, com gangues armadas vindo do interior para ajudar os moradores da cidade. Salões universitários e alojamentos de estudantes foram invadidos e os habitantes assassinados; Houve alguns relatos de clérigos sendo escalpelados. Cerca de 30 moradores da cidade foram mortos, assim como 63 membros da universidade.
Divergências violentas entre moradores da cidade e estudantes haviam surgido várias vezes antes, e 12 dos 29 tribunais de legistas realizados em Oxford entre 1297 e 1322 diziam respeito a assassinatos cometidos por estudantes. A Universidade de Cambridge foi criada em 1209 por estudiosos que deixaram Oxford após o linchamento de dois estudantes pelos cidadãos da cidade.
O rei Eduardo III enviou juízes à cidade com comissões de oyer e terminer para determinar o que tinha acontecido e para aconselhar que medidas deveriam ser tomadas. Ele ficou do lado das autoridades universitárias, que receberam poderes e responsabilidades adicionais em desfavor das autoridades da cidade. A cidade foi multada em 500 marcos e seu prefeito e oficiais de justiça foram enviados para a prisão de Marshalsea, em Londres. John Gynwell, o bispo de Lincoln, impôs uma interdição à cidade por um ano, que proibiu todas as práticas religiosas, incluindo cultos (exceto em dias de festas-chave), enterros e casamentos; apenas batismos de crianças pequenas eram permitidos.
Uma penitência anual era imposta à cidade: todos os anos, no Dia de Santa Escolástica, o prefeito, oficiais de justiça e sessenta habitantes da cidade deveriam assistir a uma missa na Igreja Universitária de Santa Maria Virgem pelos mortos; A cidade também foi obrigada a pagar à universidade uma multa de um centavo para cada acadêmico morto. A prática foi abandonada em 1825; Em 1955, no 600º aniversário dos motins, em um ato de conciliação, o prefeito recebeu um diploma honorário e o vice-chanceler foi feito um homem livre honorário da cidade.